# Боргорато Алесандрино
Боргорато Алесандрино (итал. Borgoratto Alessandrino) је насеље у Италији у округу Алесандрија, региону Пијемонт.
Према процени из 2011. у насељу је живело 577 становника. Насеље се налази на надморској висини од 107 м.

## Становништво
| 1931. | 1936. | 1951. | 1961. | 1971. | 1981. | 1991. | 2001. | 2011. |
| ----- | ----- | ----- | ----- | ----- | ----- | ----- | ----- | ----- |
| 851   | 850   | 816   | 711   | 611   | 595   | 614   | 611   | 617   |